# Budapest British International School
A Budapest British International School brit magániskola Budapesten, Magyarországon. Az iskola 2015-ben nyílt meg, 50 diákkal. Jelenleg már több, mint 400 tanulóval rendelkezik,[forrás?] közel 45 országból.[forrás?]
A BBIS-ben, az egyetlen magyarországi iskolaként 11 éves kortól az érettségiig nemzetközi oktatási programban vesznek részt a diákok. Magyarország egyetlen iskolája, ami felső tagozatos (5–8. osztály) International Baccalaureate-akkreditációval rendelkezik 

## Campus
Az iskolának két campusa van, ezek egymás mellett helyezkednek el Budapest XII. kerületében, az Istenhegyen. Az iskola főépületét 2014-ben vásárolták meg a kanadai nagykövetség rezidenciájától és felújították azt. 2018-ban vásárolták meg az alsó tagozat épülete mellett található telket, ahol felépült a felső tagozatnak otthont adó campus.

## Vezetőség
Az iskola vezetősége:
- Szalai Petra, alapító, vezérigazgató
- dr. David Porritt, igazgató
- Jonathan Spinks, igazgató helyettes, az általános iskola igazgatója
- David Wheatley, a gimnázium igazgatója
- Füzesy Tamás, üzleti igazgató

## Akkreditációk
- Brit Nemzetközi Iskolák tanácsa (2015–)[2]
- International Baccalaureate (2016–)[2]